# 알리 알하마디
알리 이브라힘 카림 알하마디(아랍어: علي إبراهيم كريم الحمادي, 영어: Ali Ibrahim Karim Al-Hamadi, 2002년 3월 1일 ~ )는 이라크의 축구 선수로 현재 잉글랜드 EFL 챔피언십의 입스위치 타운에서 공격수로 활약 중이며 이라크 국가대표팀의 일원으로도 활약하고 있다.

## 어린 시절 및 사생활
2002년 3월 1일 이라크 마이산주에서 태어났으나 1살 때이던 2003년 무렵 이라크 전쟁이 발발하면서 가족들과 함께 영국 리버풀 톡스테스로 이주한 뒤 이곳에서 정착하고 성장했다.
당시 변호사가 되기 위해 공부하던 아버지 이브라힘은 사담 후세인 독재 정권에 반대하는 평화 시위에 참여했다가 투옥되었고 어머니는 임신 중이었으며 아버지의 도움으로 석방된 이후 영국으로 향했다.
전쟁을 피해 도망친 대부분의 이라크인들과 마찬가지로 처음에 어머니와 함께 요르단을 거쳐 영국에서 아버지와 재회했는데 그 당시 아버지를 처음 만난 것은 생후 1년 4개월이었으며 현재는 무슬림으로서 라마단을 기념하고 있다.

## 구단 경력

### 위컴 원더러스
2021년 11월 20일, 알하마디는 리그 원의 위컴 원더러스와 18개월 계약을 체결하고 성공적인 시범 운영 기간을 보냈다.

#### 브롬리로의 임대
2022년 3월 11일, 알하마디는 2021-22년 시즌이 끝날 때까지 내셔널리그 팀 브롬리에 임대로 합류했다.

### AFC 윔블던
2023년 1월 12일, 알하마디는 2년 6개월 계약으로 리그 투의 AFC 윔블던으로 영구 이적을 완료했다. 그는 2023년 2월 18일, 하틀풀 유나이티드와의 경기에서 윔블던에서의 첫 골을 넣으며 2-2 무승부를 기록했다. 2023년 3월에는 EFL 이달의 영플레이어상을 수상했다. 9월 30일, 알하마디는 전 유소년 클럽이었던 트랜미어 로버스를 상대로 해트트릭을 성공시키며 4-1 승리를 거두었다.  윔블던 시절에는 PFA 리그 투 이달의 팬 선수상을 두 번이나 수상했으며, 2023년 3월과 9월에 이 상을 수상했다.

### 입스위치 타운
2024년 1월 29일, 알하마디는 당시 챔피언십 클럽인 입스위치 타운과 4년 6개월 계약으로 미공개 이적료에 계약했다. 2월 3일, 그는 프레스턴 노스 엔드에 3-2로 패한 경기에서 입스위치 데뷔 전을 치렀다. 2월 14일, 그는 밀월과의 원정 경기에서 경기 종료 시간에 페널티킥을 성공시키며 클럽 데뷔 첫 골을 넣었다. 그는 그 시즌 프리미어리그 승격을 달성한 팀의 일원이었으며, 22년간의 1부 리그 결장을 마무리했다.
8월 17일, 알하마디는 입스위치가 2024-25년 시즌 리버풀과의 첫 경기에서 교체 투입되어 이라크의 축구 선수 최초로 프리미어리그에 출전한 선수가 되었다.

## 국가대표팀 경력
알하마디는 잉글랜드 국가대표팀과 이라크 국가대표팀에 모두 출전할 수 있는 자격을 얻었고, 2019년 이라크 U-23 국가대표팀 소집을 수락하며 출생 국가를 선언했다.
2019년 말, 알하마디는 이라크 U-23 국가대표팀으로부터 2020년 AFC U-23 챔피언십 준비에 동참해 달라는 요청을 받고 수락했다. 알리는 2019년 10월에 데뷔하여 첫 골을 넣었다. 그는 훈련 캠프에서 부상을 입어 최종 토너먼트 국가대표팀에 포함되지 않았다.
알하마디는 2021년 11월, 대한민국과 시리아와의 2022년 FIFA 월드컵 예선 전을 위해 이라크 국가대표팀의 일원으로 처음으로 국가대표팀에 소집되었으며, 이라크의 1순위 공격수 모하나드 알리가 부상을 당했고 알라 압바스는 부상 이후에도 여전히 컨디션을 회복하고 있다. 알하마디는 선발 라인업에 이름을 올렸고 11월 11일, 시리아와의 경기에서 1-1 무승부를 기록하며 데뷔 전을 치렀고, 11월 16일, 대한민국과의 경기에서 3-0으로 패한 후 두 번째 대표팀에 합류해 풀타임을 소화했다.
2023년 12월, 카타르에서 열리는 2023년 AFC 아시안컵 26인 명단에 이름을 올렸다.